# پرستودریایی‌های کاکلی
پرستودریایی‌های کاکلی (نام علمی: Thalasseus) سرده‌ای متشکل شش پرنده دریازی در تیره کاکاییان است. اعضای این سرده در سراسر جهان پراکنده‌اند و در مناطق ساحلی و جزیره‌ها زندگی و تولید مثل می‌کنند.
شش عضو این سرده عبارتند از:
- پرستودریایی کاکلی کوچک، Thalasseus bengalensis
- پرستودریایی پادشاهی، Thalasseus maximus
- پرستودریایی کاکلی بزرگ، Thalasseus bergii
- پرستودریایی کاکلی چینی، Thalasseus bernsteini
- پرستودریایی برازنده، Thalasseus elegans
- پرستودریایی تک‌زرد، Thalasseus sandvicensis